# Siklós
Siklós este un oraș în districtul Siklós, județul Baranya, Ungaria, având o populație de 9.690 de locuitori (2011). 

## Demografie
Componența etnică a orașului Siklós
     Maghiari (89,8%)
     Germani (3,44%)
     Croați (2,72%)
     Romi (2,62%)
     Necunoscut (0,5%)
     Alții (0,91%)
Componența confesională a orașului Siklós
     Romano-catolici (42,18%)
     Fără religie (13,33%)
     Reformați (11,91%)
     Necunoscută (30,76%)
     Alte religii (2,56%)
Conform recensământului din 2011, orașul Siklós avea 9.690 de locuitori. Din punct de vedere etnic, majoritatea locuitorilor (89,8%) erau maghiari, existând și minorități de germani (3,44%), croați (2,72%) și romi (2,62%). Apartenența etnică nu este cunoscută în cazul a 0,5% din locuitori. Nu există o religie majoritară, locuitorii fiind romano-catolici (42,18%), persoane fără religie (13,33%) și reformați (11,91%). Pentru 30,76% din locuitori nu este cunoscută apartenența confesională.